# Imediato P.A. Tinhas
Imediato P.A. Tinhas é um personagem fictício da Universo Disney. É um ancestral do Tio Patinhas.
O Imediato P.A. Tinhas apareceu na história "Volta ao Passado" ("Back to Long Ago!" no original), de Carl Barks, em uma cena onde o Tio Patinhas é hipnotizado e visualiza encarnações anteriores. Aparece na árvore genealógica de Don Rosa.
Nasceu em 1530 e pertence ao ramo da Família Pato que se estabeleceu na Inglaterra, onde serviu na Marinha. Em 1563 tornou-se o primeiro imediato da fragata HMS "Falcon Rover", servindo ao Capitão Falcão Leal. O navio aportou no Mar do Caribe entre 1563 e 1564. Ele e o Contramestre Donaldo desceram em terra firme e enterraram batatas sob ordens do Capitão.
Dizem que faleceu em 9 de dezembro de 1564 quando o "Falcon Rover" foi afundado, junto com toda sua tripulação, embora isso não seja verdade. Em 1579, ele começou a comandar o novíssimo Forte Drakeborough, um estabelecimento que em 1818 foi tomado por Cornélio Patus e depois renomeado para Forte Patópolis.

## Nomes em outros idiomas
- Alemão: Sir Dagobert Duck
- Dinamarquês: Andreas von And
- Finlandês: Malcolm MacAnkka
- Francês: Sir Francis Mc Picsou
- Grego: Σεντούκης Μακ Ντακ
- Holandês: Sir Dagobertus McDuck
- Inglês: Malcolm McDuck
- Norueguês: Hannibal McDuck
- Polonês: Malcolm McKwacz
- Sueco: Malkolm Anka